# Les Frontières de l'infini
Les Frontières de l'infini (titre original : Borders of Infinity) est un roman court de Lois McMaster Bujold, publié en 1989. Il a été inclus dans le recueil Les Frontières de l'infini, publié chez J'ai lu en français.  Il fait partie de la Saga Vorkosigan dont il constitue le dixième volet suivant l'ordre chronologique de l'univers de la Saga Vorkosigan.
Les éditions J'ai lu ont réédité l'ensemble des œuvres de la saga Vorkosigan en intégrale dans des traductions révisées. Le titre français du roman court Les Frontières de l'infini n'a pas changé à sa réédition en 2013.
C'est aussi le nom du recueil qui le contient, soit dans l'ordre :
- Les Montagnes du deuil
- Le Labyrinthe
- Les Frontières de l'infini

## Résumé
Pour organiser l'évasion d'un prisonnier de guerre marilacan, Miles Vorkosigan se laisse capturer par les Cetagandans et enfermer dans le même camp. Mais il y découvre moribond le leader potentiel de la résistance, le colonel Tremont, et plutôt que de respecter la lettre de son contrat et de libérer un cadavre, il décide d'en respecter l'esprit et de livrer une armée : il change de plan au pied levé et organise l'évasion des 10 000 prisonniers du camp.

## Éditions
- Borders of Infinity, in Borders of Infinity, Baen Books, 1989  (ISBN 9780671720933)
- Les Frontières de l'infini, dans Les Frontières de l'infini, J'ai lu, coll. « Science-fiction » no 5001, 1998, trad. Bernadette Emerich  (ISBN 2-290-05001-6)
- Les Frontières de l'infini, dans La saga Vorkosigan : intégrale, vol. 3, J'ai lu, coll. « Nouveaux Millénaires », 2013, trad. Bernadette Emerich révisée  (ISBN 978-2-290-02923-7)